# Until I Die
Until I Die è il secondo singolo estratto dal terzo album studio della cantante svedese September, Dancing Shoes, pubblicato il 7 novembre 2007 dall'etichetta discografica Catchy Tunes.
Il brano è stato scritto da Niclas von der Burh, Anoo Bhagavan e Jonas von der Burg e prodotto da quest'ultimo.

## Tracce
CD-Maxi (Catchy Tunes CATCHY 080  [se])
1. Until I Die (Radio Edit) - 3:42
2. Until I Die (Extended Mix) - 6:04
3. Until I Die (Short Club Mix) - 3:48
4. Until I Die (Long Club Mix) - 6:26

CD-Maxi (Silver Angel SAR 200708  [nl])
1. Until I Die (Radio Edit) - 3:42
2. Until I Die (Extended) - 6:04
3. Until I Die (Jakal Short Clubmix) - 3:48
4. Until I Die (Jakal Long Clubmix) - 6:26

Promo - CD-Single (Hard2Beat H2B40CDSP  [uk])
1. Until I Die (Dave Ramone Club Mix) - 6:18
2. Until I Die (Jason Nevins Remix) - 7:25
3. Until I Die (The Real Booty Babes Trance Remix) - 4:38
4. Until I Die (Feed Me Remix) - 5:14
5. Until I Die (Jason Nevins Edit) - 3:25
6. Until I Die (The Real Booty Babes Edit) - 2:48
7. Until I Die (UK Radio Edit) - 3:13

## Classifiche
| Classifica (2007-2008) | Posizione massima |
| ---------------------- | ----------------- |
| Svezia                 | 5                 |
| Finlandia              | 6                 |
| Paesi Bassi            | 91                |